# Acmadenia patentifolia
Acmadenia patentifolia är en vinruteväxtart som beskrevs av I. Williams. Acmadenia patentifolia ingår i släktet Acmadenia och familjen vinruteväxter. Inga underarter finns listade i Catalogue of Life.